# Kommission für die religiösen Beziehungen zum Judentum
Die Kommission für die religiösen Beziehungen zum Judentum ist eine Kommission der Römischen Kurie zur Förderung der Beziehungen zwischen Juden und römisch-katholischer Kirche. Sie wurde 1974 von Papst Paul VI. auf Basis der Konzilserklärung Nostra Aetate und der rechtlichen Grundlage von Art. 138 Pastor Bonus eingerichtet. Hierbei handelt es sich um ein Gesetz mit Außenwirkung gem. cc. 7 ff., c. 12 § 1 CIC.

## Geschichte
Am 28. Oktober 1965 veröffentlichte Papst Paul VI. die durch das Zweite Vatikanische Konzil erarbeitete Erklärung Nostra Aetate (deutsch: In unserer Zeit). Mit dieser Erklärung tritt die römisch-katholische Kirche in eine neue Phase der Verständigung mit dem Judentum ein. 1970 wurde ein Internationales katholisch-jüdisches Verbindungskomitee gebildet. Dieses sollte zwischen der katholischen Kirche und dem Judentum den offiziellen Dialog einleiten. Das erste gemeinsame Treffen wurde 1971 in Paris abgehalten. Die jetzige Kommission wurde am 22. Oktober 1974 errichtet.

## Organisation
Die vom Grundsatz her eigenständige Kommission ist gemäß der Apostolischen Konstitution Praedicate Evangelium vom 19. März 2022 dem Dikasterium zur Förderung der Einheit der Christen zugeordnet. Dessen Präfekt, Kurt Kardinal Koch, ist gleichzeitig Kommissionspräsident. Die laufenden Geschäfte leitet ein hauptamtlicher geschäftsführender Sekretär; seit dem Jahr 2002 ist dies Pater Norbert Hofmann.

## Veröffentlichungen
Die Kommission veröffentlichte zur Umsetzung der Vatikanerklärung Nostra Aetate drei wichtige Dokumente:
- die Richtlinien und Vorschläge für die Ausführung der Konzilserklärung Nostra Aetate vom 1. Dezember 1974
- die Anmerkungen zur korrekten Darstellung von Juden und Judentum in Predigt und Katechese innerhalb der römisch-katholischen Kirche vom 24. Juni 1985[2]
- das Dokument „Denn unwiderruflich sind Gnade und Berufung, die Gott gewährt“ (Röm 11,29). Reflexionen zu theologischen Fragestellungen in den katholisch-jüdischen Beziehungen aus Anlass des 50-jährigen Jubiläums von Nostra aetate (Nr. 4) vom 10. Dezember 2015[3]

Während die Beratungen und Kontakte der Kommission im Allgemeinen nicht publiziert werden, erfolgt dies zum Beispiel bei Berichten zu themenrelevanten Tagungen und Symposien in wissenschaftsüblicher Form.

## Vollversammlungen
Die Kommission hält jährlich eine Vollversammlung ab. Bei der Vollversammlung im Oktober 2012 unter Vorsitz von Kurienkardinal Kurt Koch wurde unter anderem über den „Tag des Judentums“ nachgedacht, der in mehreren europäischen Ländern, darunter Schweiz und Österreich, bereits begangen wird; einige weitere Bischofskonferenzen überlegen, ihn in ihrem Bereich ebenfalls einzuführen.